# 花山村
花山村（はなやまむら）は、宮城県北西部、栗駒山の麓にあった村である。キャッチフレーズは「ふれあい・ぬくもり・湖畔のマイタウン花山」。
2005年4月1日に栗原郡内全町村が合併し、栗原市となった。

## 地理
宮城県北西端、栗駒山の麓に位置する町である。山林が村の大半を占める。村の一部が栗駒国定公園に含まれる。
- 山：虚空蔵山、大森、大倉山、御駒山
- 河川：迫川、草木川、長崎川
- 湖沼：花山湖

### 隣接していた自治体
- 宮城県
  - 栗原郡 一迫町、鶯沢町、栗駒町
  - 玉造郡 鳴子町
- 秋田県
  - 湯沢市
  - 雄勝郡 東成瀬村

## 歴史
- 市町村制施行以前の花山村がそのまま続いていた。

## 行政
- 最後の村長：佐藤千昭（2003年〜）

## 経済

### 産業
農業と林業が産業の中心である。最近は肉用牛の生産が盛んである。

## 教育
中学校
花山村立花山中学校
小学校
花山村立花山小学校

## 交通

### 鉄道
村内に鉄道路線は無い。鉄道を利用する場合の最寄り駅は、JR東日本陸羽東線池月駅。

### 道路
- 一般国道
  - 国道398号
  - 国道457号
- 都道府県道
  - 宮城県道178号花山一迫線
  - 宮城県道248号沼倉鳴子線
  - 宮城県道249号岩入一迫線

## 名所・旧跡・観光スポット・祭事・催事
- 史跡仙台藩花山村寒湯番所跡（国の史跡）
- 花山湖
- 花山青少年旅行村
- 白糸の滝
- 孤雲屋敷（千葉周作ゆかりの家）
- 花山のアズマシャクナゲ自生北限地帯（国の天然記念物）
- 温湯温泉

### 祭り・イベント
- 鉄砲まつり